# 双複素数
抽象代数学における双複素数（そうふくそすう、英: bicomplex number; 複複素数）とは、複素数の順序対 (w, z) としてケーリー＝ディクソン構成から得られる。ここに、双複素数の共軛が (w, z)* ≔ (w, −z) で、また二つの双複素数の積が {\displaystyle (u,v)(w,z):=(uw-vz,\,uz+vw)} で与えられている。
さらに双複素数 t ≔ (w, z) に対する双複素ノルム N(t) が N(t) ≔ t*t = (w, −z)(w, z) = (w2 + z2 , 0) で与えられる。これは第一成分が計量を与える二次形式となっていることに注意。
双複素数の全体は、複素数体 ℂ 上二次元の多元環で、多元環の直和 ℂ ⊕ ℂ に同型である。
双複素数のノルムは合成性質（乗法性）を持つ。すなわち、ふたつの双複素数の積に対する二次形式は、個々の双複素数に対する二次形式同士の積に等しい: N(st) = N(s)N(t)。二次形式の積に関するこの性質を示した式はブラフマグプタ–フィボナッチの等式と呼ばれる。双複素数のノルムがこの性質を満たすことは、双複素数全体の成す環が合成代数を成すことを言うものである。実は、双複素数環は複素数体 ℂ とその上の二次形式 z2 を一元数とするケイリー–ディクソン構成において二元数として生じる。
一般の双複素数は、行列 {\textstyle {\begin{pmatrix}w&iz\\iz&w\end{pmatrix}}} として表現することができる。この行列式は w2 + z2 となるから、上記の二次形式の合成性質は行列式の乗法性として理解できる。

## 実多元環として
| × | 1 | i  | j | k  |
| - | - | -- | - | -- |
| 1 | 1 | i  | j | k  |
| i | i | −1 | k | −j |
| j | j | k  | 1 | i  |
| k | k | −j | i | −1 |

双複素数の全体は、複素数体 ℂ 上の多元環として二次元であり、ℂ は実数体 ℝ 上二次元であるから、双複素数の全体は ℝ 上四次元の多元環になる。実は、双複素数は実多元環としての取り扱いのほうが複素多元環としてのそれよりも古く、実多元環として「テッサリン」と呼ばれたのが1848年であるのに対し、複素多元環としての扱いは1892年まで導入されなかった。
ℝ 上四次元のテッサリン代数 T の基底は、冒頭に挙げた行列表示を z = 1 および z = −i に特殊化して得られる行列 {\textstyle k={\begin{pmatrix}0&i\\i&0\end{pmatrix}},\,j={\begin{pmatrix}0&1\\1&0\end{pmatrix}}}（これらの積が上記の乗積表に従うことに注意せよ）を与えればよい。単位行列をテッサリンの 1 に同一視して、各テッサリンは t ≔ w + zj の形をしている。
「可換超複素数系」(commutative hypercomplex numbers) としてのテッサリン代数は Clyde M. Davenport (1978, 1991, 2008) が提唱した（ダヴェンポートの乗積表では、上掲の乗積表の j と −k が入れ替わっている）。特にダヴェンポートは、テッサリン代数 T と二つの複素数平面の直和 ℂ ⊕ ℂ との間の同型対応の有効性について注意している。テッサリンはデジタル信号処理にも応用された。
テッサリン代数上の代数学の基本定理「テッサリン係数の n次多項式は、重複度まで込めて n2 個のテッサリン根を持つ。」

## 歴史
1840年代には、複数の虚数単位を持つ体系に関する主題が考察されていた。フィロソフィカル・マガジンにおいて1844年から始まる長期の連載 "On quaternions, or on a new system of imaginaries in algebra"[四元数、あるいは代数学における虚数の新たな体系について] で、ウィリアム・ローワン・ハミルトンは四元数群に従う乗法を持つ体系について伝えている。1848年、トーマス・カークマンは、超複素数系を決定する単位に関する方程式に関する、アーサー・ケイリーとの書簡のやり取りについて報告した。

### テッサリン
1848年に法律家ジェイムズ・コックルはフィロソフィカル・マガジンにおける一連の論文においてテッサリン (tessarine)の概念を導入した。
テッサリンは、4つの実数 w, x, y, z と3つの虚数単位 i, j, k により {\displaystyle t=w+xi+yj+zk\ (ij=ji=k,\,i^{2}=-1,\,j^{2}=+1)} と表すことのできる超複素数である。コックルは指数函数の級数展開から、双曲正弦および双曲正弦函数の級数を分離するためにテッサリンを用いた。コックルはテッサリンの体系において零因子（コックルは「不能元」("impossible") と呼んでいる）がどのように生じるかについても示している。今日的にはテッサリンは実テッサリン（分解型複素数）w + yj の成す部分線型環（これは単位双曲線を媒介表示する）についてが最も知られている。

### 双複素数
1892年にコラード・セグレは、テッサリンの体系に同型な双複素数 (bicomplex number):455–67 の概念を Mathematische Annalen に発表した。
セグレは Hamiltom, W. R. (1853), Lectures on Quaternions およびクリフォードの仕事を読んで、自身の双複素数の体系を展開するのにいくつかハミルトンの記法を用いた。h, i は互いに可換でそれぞれの自乗が −1 に等しいものとするとき、乗法の結合性を仮定すれば、積 hi の自乗は +1 でなければならない。これら {1, h, i, hi} を基底として構成された多元環は、基底こそ異なるものを用いて表されるけれどもジェイムズ・コックルのテッサリンと同じものである。
セグレは {\displaystyle g=(1-hi)/2,\,g'=(1+hi)/2} が冪等元であることを注意している。
双複素数を別の基底 {1, h, i, −hi} に関して書き表すとき、それらとテッサリンとの同値性が現れる。これらの多元環の間の同型写像の線型表現について見てみれば、第四成分において負符号を用いる場合の一致性が見えるはずである（上で挙げた積の例を線型表現のもとで考察せよ）。
カンザス大学は双複素数上の解析学の発展に多大に寄与している。1953年に、博士課程の院生であった James D. Riley の修士論文 "Contributions to the theory of functions of a bicomplex variable" が東北数学雑誌 (2nd Ser., 5:132–165) に掲載された。1991年にグリフィス・バリー・プライスは、双複素数、多重複素数およびそれらの上の函数論に関する書籍を出版した。プライスはその書籍の序文においてこれら主題の歴史についていくらか書いている。双複素数およびその応用について展開した別の本が、Catoni, Bocaletti, Cannata, Nichelatti & Zampetti (2008). である。

## 多項式環の剰余環としての構成
双複素数とテッサリンの一つの比較として、多項式環 ℝ[X,Y] を用いよう（XY = YX に注意）。イデアル A ≔ (X2 + 1, Y2 − 1) をとれば、それによる剰余環はテッサリン代数を表現するものになる。この方法で、テッサリン代数の各元はイデアル A に関する剰余類に対応する。同様に、イデアル B ≔ (X2 + 1, Y2 + 1) からは双複素数環が得られる。
この方法論を一般化して、二つの「非可換」な不定元 X, Y に関する非可換多項式環 ℝ⟨X, Y⟩ を用いるならば、三つの二次多項式 X2 + 1, Y2 − 1, XY − YX の生成するイデアル A を考えれば、剰余環 ℝ⟨X, Y⟩/A がテッサリン代数に同型となる。特に (XY)2 + 1 ∈ A に注意
もちろん、X2 + 1, Y2 + 1, XY − YX の生成する別のイデアル B を考えれば、(XY)2 − 1 ∈ B が示せて、環同型 ℝ⟨X, Y⟩/A ≅ ℝ⟨X,Y⟩/B が基底変換 Y ↔  XY から得られる。
あるいは、通常の複素数全体の成す体 ℂ が既知として、1つの不定元 X に関する複素係数多項式環  ℂ[X] を考えれば、剰余環 ℂ[X]/(X2 + 1) が双複素数のもう一つの表現を与える。

## 双複素係数多項式の根
双複素数の全体を 2ℂ = ℂ ⊕ ℂ と書いて、各元を複素数の順序対 (u, v) として表せば、テッサリン代数 T は 2ℂ に同型であったから、多項式環 T[X] と 2ℂ[X] もまた互いに同型となるが、後者の意味での多項式は {\displaystyle \textstyle \sum \limits _{k=1}^{n}(a_{k},b_{k})(u,v)^{k}={\Bigl (}\sum \limits _{k=1}^{n}a_{i}u^{k},\;\sum \limits _{k=1}^{n}b_{k}v^{k}{\Bigr )}} が成り立つという意味において分解 (split) することは容易に分かる。
その帰結として、この代数における多項式方程式 f(u, v) = (0, 0) を考えるときは、それを ℂ 上の二つの多項式方程式に帰着させることができる。多項式 f の次数が n ならば、帰着した二つの方程式の各々が n 個の複素根を持つのだから、それぞれを u1, u2, …, un; v1, v2, …, vn とすれば、それらの任意の順序対 (ui, vj) が 2ℂ[X] における元々の方程式の 2ℂ-根を与え、全部で n2 個の根があると分かる。
T[X] との同型があるから、多項式の間の対応およびそれらの根の間の対応がとれて、それゆえ次数 n のテッサリン係数多項式もまた根の重複素まで込めて n2 個のテッサリンを根に持つ。

## 注